# Anne Rikala
Anne Rikala, född den 20 februari 1977 i Kangasala, Finland, är en finländsk kanotist.
Hon tog bland annat VM-silver i K-1 200 meter i samband med sprintvärldsmästerskapen i kanotsport 2007 i Dartmouth Kanada.